# Minivet rosat
El minivet rosat (Pericrocotus roseus) és una espècie d'ocell de la família dels campefàgids (Campephagidae).

## Hàbitat i distribució
Habita boscos i ciutats als Himàlaies, des de l'est de l'Afganistan, nord del Pakistan i nord de l'Índia, sud de la Xina, Myanmar i nord-oest del Vietnam.